# La tribù del pallone - Tutti per uno
La tribù del pallone - Tutti per uno (Die Wilden Kerle 3 - Die Attacke der biestigen Biester) è un film del 2006 diretto da Joachim Masannek, autore in prima persona dei libri dai quali è stato tratto e terzo adattamento cinematografico di questi ultimi. 
In Germania il film è uscito nel 2006, mentre in Italia è andato in onda su Sky Cinema 1 il 21 luglio 2009.

## Trama
La tribù, tempo dopo la disgregazione della squadra in seguito all'esito fallimentare della partita contro la Nazionale e la fuga di Leo, deve affrontare una squadra di ragazze, le "Vipere Striscianti", guidate da un ex Scatenato ed ex migliore amico di Leo, Fabi.
Con l'aiuto di Nerv, nuovo membro degli Scatenati, i ragazzi ricostituiscono la squadra e partono alla volta della "Caverna delle Vipere", braccati nel contempo dal padre di Maxi e dalla madre di Nerv che vogliono impedire ai propri figli di giocare a calcio.
Vanessa, inizialmente ancora adirata con Leo per averla abbandonata comportandosi da codardo, decide di perdonarlo e di dargli una seconda possibilità: i due ragazzi riconfermano così i sentimenti che provano l'uno per l'altra.
Durante il viaggio, Leo viene rapito dalle Vipere Striscianti, che fanno credere ai compagni che sia scappato come nella partita contro la Nazionale. 
Gli Scatenati accorrono però a salvarlo e Fabi, adirato più che mai, lo sfida ad una partita di calcio che decreterà quale sia la squadra migliore; Leo accetta, a condizione che, in caso di vittoria degli Scatenati, lui e Fabi possano tornare ad essere amici.
Gli Scatenati riescono a vincere e Fabi ristabilisce il proprio rapporto con Leo.

## Film della saga
- La tribù del pallone - Sfida agli invincibili
- La tribù del pallone - Uno stadio per la tribù
- La tribù del pallone - Tutti per uno
- La tribù del pallone - Alla conquista della coppa
- La tribù del pallone - L'ultimo goal
- La tribù del pallone - La leggenda vive